# Simon Grunau
Simon Grunau, né à Tolkemit (aujourd'hui, Tolkmicko) vers 1470, mort à Dantzig entre 1530 et 1537, est un dominicain et chroniqueur, auteur de la Preussische Chronik, qui relate l'histoire de la Prusse jusqu'au XVIe siècle.